# Masinia
A Masinia a Mézga Aladár különös kalandjai című magyar rajzfilmsorozat negyedik része, a sorozat epizódjaként a Mézga család tizenhetedik része.

## Cselekmény
|  | Alább a cselekmény részletei következnek! |

Aladár egérfogót készít Gézának, rögtön utána pedig elindul az űrbe, ugyanis üzemanyagnak valót kell gyűjtenie a kisbolygó-övezetből. Miközben gyűjtöget, egy ismeretlen, furcsa gép, amelyik távirati stílusban kommunikál, magával viszi őt Masiniára, egy olyan bolygóra, ahol a gépek az urak, az emberek pedig az ő szerszámaik. Aladárt és Blökit is gépnek nézik, és különféle próbatételek útján meggyőződnek róla, hogy valóban azok is. Magában a 01 névre hallgató elnök-gépben kapnak szállást, ahol Blöki kisebb kutakodás után rábukkan két öregemberre, Satura és Gyalura, akiket már nem használnak. Elmondják, hogy hajdanán az emberek voltak az urak, mígnem a gépek átvették a hatalmat. Miközben Aladár érkezése okán ünnepi üzemzavart rendeznek a tiszteletére, Blöki bejuttatja őt 01-be, ahol megkeresik az elnök-gép vészleállítóját és felszabadítják az embereket. Satu és Gyalu csak egyvalamit kérnek cserébe: azt a csavarhúzót, amivel leállította a gépet.
|  | Itt a vége a cselekmény részletezésének! |

## Alkotók
- Rendezte: Nepp József
- Írta: Nepp József, Romhányi József
- Dramaturg: Komlós Klári
- Zenéjét szerezte: Deák Tamás
- Operatőr: Nagy Csaba
- Hangmérnök: Bársony Péter
- Vágó: Hap Magda
- Lektor: Lehel Judit
- Háttér: Magyarkúti Béla
- Rajzolták: Agócs Zsuzsanna, Kárpáth Mária, Küsztel Richárdné
- Munkatársak: Gyöpös Katalin, Kanics Gabriella, Méhl Tibor, Zsebényi Béla
- Színes technika: Dobrányi Géza
- Gyártásvezető: Szigeti Ágnes
- Produkciós vezető: Gyöpös Sándor, Kunz Román

- A kifestés a Pannónia Filmstúdió a Kecskeméti Film Vállalatnál készült
- Készítette a Magyar Televízió megbízázásól a Pannónia Filmstúdió

## Szereplők
- Mézga Aladár: Némethy Attila
- Blöki: Szabó Ottó
- Mézga Géza: Harkányi Endre
- Mézgáné Rezovits Paula: Győri Ilona
- Mézga Kriszta: Földessy Margit
- Gyalu: Képessy József
- Satu: Gyenge Árpád
- Numero 1: Seress János
- 14-es: Kautzky József
- 1867-es: Farkas Antal
- 3003-as: Suka Sándor
- Robotpincér: Alfonzó
- Őrgép: Horváth Pál
- Testőrgép: Bánhidi László